# Eintracht Wiesbaden (Volleyball)
Die Volleyball-Abteilung des TuS Eintracht Wiesbaden wurde 1971 gegründet. Die erste Frauenmannschaft spielte in den 1980er/90er Jahren in der 2. Bundesliga Süd. Die erste Männermannschaft spielte in den 2000er Jahren in der 2. Bundesliga Süd und gewann hier 2007 die Meisterschaft.

## Geschichte

### Erste Frauenmannschaft
Die Frauen von Eintracht Wiesbaden stiegen 1984 in die Regionalliga Südwest und 1987 in die 2. Bundesliga Süd auf. Sie schafften in ihrer ersten Zweitligasaison mit 12:24 Platz acht und den Klassenerhalt. Eine Saison später landete man mit 6:30 Punkten lediglich auf dem vorletzten Platz und musste wieder absteigen. Nach zwei Jahren in der Regionalliga gelang 1991 der erneute Aufstieg in die 2. Bundesliga, in der man mit 14:30 Platz zehn erreichte und gleich wieder absteigen musste. Heute (2021/22) spielen die Frauen in der hessischen Landesliga Süd.

### Erste Männermannschaft
Nach vier Aufstiegen in Folge spielten die Männer von Eintracht Wiesbaden unter Trainer Jürgen Heymer ab 1976 in der Regionalliga Südwest. 2004 gelang der Aufstieg in die 2. Bundesliga Süd, in der man mit 22:22 Punkten und Platz sechs einen guten Einstand hatte. In der Folgesaison wurde man mit 36:16 Punkten bereits Dritter. 2006/07 gewannen die Eintracht-Männer unter Trainer Diego Ronconi mit 40:12 Punkten die Zweitliga-Meisterschaft. Danach fusionierte die Mannschaft mit dem Zweitplatzierten TG 1862 Rüsselsheim und spielte als Rhein-main volley ein Jahr in der ersten Bundesliga. 2012/13 hatte die Eintracht ein Männerteam in der neugeschaffenen dritten Liga Süd. Heute (2021/22) spielen die Männer in der hessischen Oberliga.

## Weitere Mannschaften
Neben den ersten Volleyball-Mannschaften gibt es bei Eintracht Wiesbaden noch zwei weitere Frauen-, zwei weitere Männer- sowie mehrere Jugendmannschaften.